# Alexander Wiktorowitsch Uwarow
Alexander Wiktorowitsch  Uwarow (russisch Алекса́ндр Ви́кторович Ува́ров; * 13. Januar 1960 in Orechowo-Sujewo, RSFSR, UdSSR) ist ein ehemaliger sowjetischer Fußballtorwart und ein aktueller Fußballtrainer.
Uwarow spielte seit der Saison 1981 für die erste Mannschaft von Dynamo Moskau, mit diesem Team wurde er im Jahr 1984 sowjetischer Pokalsieger. 1991 wechselte er nach Israel zu Maccabi Tel Aviv. Mit Maccabi wurde er dreimal israelischer Meister und zweimal Pokalsieger.
Uwarow spielte zwischen April 1990 und Mai 1991 insgesamt elfmal für die sowjetische Nationalmannschaft. Er nahm an der Weltmeisterschaft 1990 in Italien teil und kam während dieses Turniers zu Einsätzen in den Vorrundenbegegnungen gegen Argentinien und gegen Kamerun. Aktuell ist er der Torwarttrainer von Maccabi Tel Aviv und der israelischen Nationalmannschaft.